# Deinostigma cyrtocarpa
Deinostigma cyrtocarpa là một loài thực vật có hoa trong họ Tai voi (Gesneriaceae). Loài này được D. Fang & L. Zeng mô tả khoa học đầu tiên năm 1993 dưới danh pháp Chirita cyrtocarpa. Năm 2011, Weber et al. chuyển nó sang chi Primulina với danh pháp Primulina cyrtocarpa. Năm 2016, Möller et al. chuyển nó sang chi Deinostigma.
Loài này được tìm thấy trong khu vực Hạ Châu ở đông bắc tỉnh Quảng Tây.